# Leni Robredo
Pour les articles homonymes, voir Robredo.
Leonor Robredo, dite Leni Robredo, née María Leonor Santo Tomás Gerona le 23 avril 1964 à Naga, est une avocate, militante et femme d'État philippine, membre du Parti libéral et vice-présidente de 2016 à 2022.
Élue vice-présidente lors des élections de 2016 contre le candidat Bongbong Marcos, fils de l'ancien président Ferdinand, elle est la deuxième femme à occuper ce poste. Candidate à la présidence pour l'élection présidentielle de 2022, elle termine à la deuxième place de l'élection derrière Bongbong Marcos, qui est élu président.

## Biographie
María Leonor Santo Tomás Gerona est la fille d'Antonio Robredo (1933-2013) et de Salvacion Santo Tomas (1936-2020).
Avocate et activiste sociale, Leni Robredo se fait connaître du grand public en 2012, après la mort de son époux, le ministre de l'Intérieur Jesse Robredo, lors d'un accident d'avion.
Membre du Parti libéral, Robredo se présente aux élections générales philippines de 2013 et devient représentante de la province de Camarines Sur à la Chambre des représentants.
Affichant sa volonté de lutter contre la pauvreté et son attachement aux droits de l'homme, elle remporte l'élection à la vice-présidence le 9 mai 2016 avec 35,11 % des voix, devant Bongbong Marcos, fils de l'ancien dictateur et favori du nouveau président Rodrigo Duterte. Le 30 juin suivant, elle entre en fonction, devenant la deuxième femme à occuper ce poste. Affichant sa défiance, le président Duterte ne lui confie cependant aucun portefeuille ministériel.
Elle est candidate à la fonction suprême pour l'élection présidentielle de 2022, se présentant officiellement sans étiquette bien que restant membre du Parti libéral. Elle obtient 27,94 % des suffrages exprimés, terminant donc à la deuxième place derrière Bongbong Marcos, qui est élu président avec 58,77 % des voix.